# USS Ronald Reagan (CVN–76)
Az USS Ronald Reagan a kilencedik Nimitz osztályú nukleáris repülőgép-hordozó. Nevét Ronald Reaganről, az Egyesült Államok negyvenedik elnökéről kapta, először fordult elő, hogy még élő elnökről neveztek el hajót. 
Mivel aránylag újnak számít a Nimitz osztály hajói között, így csak az iraki háborúban vett részt aktívan. 2006. január 28-án egy F/A–18 Hornet vadászrepülő éjszakai landoláskor elvétette a kifutót és nekiütközött a repülőgép-hordozónak. A pilóta katapultált, így csak a repülőgép veszett oda.
A 2011-es tóhokui földrengés és szökőár után a mentési és elhárítási feladatokban tevékenyen részt vett, a fedélzetén végezték a japán helikopterek és repülők utántöltését. Később azonban távolabb vezényelték a fukusimai atomerőmű-baleset miatt, illetve teljesen fertőtlenítették a radioaktív veszély okán.